# エンナ・ペルグーサ
オートドローモ・ディ・ペルグーサ（Autodromo di Pergusa）は、イタリアのサーキット。シチリア唯一の自然湖であるペルグーサ湖を囲む自動車とオートバイのサーキット。湖はエンナ市の近くにあるため、このサーキットはエンナ・ペルグーサとしても知られている。

## 概要
1960年代には、トラックは1970年代後半からさまざまなスポーツカーイベントを主催。また、地中海グランプリとして知られるチャンピオンシップ以外のF1イベントのホスト役も務めた。1989年にスーパーバイク世界選手権のイタリアラウンドがここで開催された。1990年代に、トラックはアップグレードされ、FIA スポーツカー選手権、FIA GT選手権、およびF3000イベントが開催された。1997年には、このトラックはフェラーリフェスティバルの開催地でもあった。
トラックのほこりと研磨性により、表面が非常に滑りやすくなる傾向が強く、特にフォーミュラ3000レースは、組織とマーシャリングの基準が非常に低いことでも知られてした。
2020年7月22日にセベネト24時間レースとして、10月10日から11日までの2日間のイベントでサーキットを巡る耐久のレースを開催すると発表した。1981年に最後に開催された最も古い耐久レースの1つであるのはCコパ・フロリオという名称であった。